# Hans-Henning von Sandrart
Hans-Henning von Sandrart (* 21. Juli 1933 in Ambrosetti, Argentinien; † 26. Juli 2013) war ein General des Heeres der Bundeswehr, von 1984 bis 1987 der zehnte Inspekteur des Heeres und von 1987 bis 1991 Oberbefehlshaber Allied Forces Central Europe der NATO. 

## Leben

### Familie und Ausbildung
Hans-Henning von Sandrart entstammte einem flämischen Adelsgeschlecht, dessen männliche Nachfahren mit der Soldatenlaufbahn eng verbunden waren. Sein Großvater Karl war Generalmajor, sein Vater Fritz war Oberst in der Wehrmacht und seine Mutter Eva war die Tochter des Generals Hans Föst. Die Familie von Sandrart verließ nach dem Ersten Weltkrieg Deutschland und wanderte nach Argentinien aus, wo Hans-Henning von Sandrart auch geboren wurde.
Im Jahr 1937 kam die Familie zurück nach Deutschland. 1953 legte Hans-Henning von Sandrart in Bremen-Vegesack sein Abitur ab und arbeitete für kurze Zeit auf einer Werft, um dann sein Studium der Jurisprudenz und Politikwissenschaft in Freiburg im Breisgau aufzunehmen. Seit 1961 war er verheiratet mit Dorothee geb. Lueder, Tochter des Brigadegenerals Hans-Georg Lueder, und hatte mit ihr drei Kinder: Jürgen-Joachim von Sandrart (Generalleutnant, bis November 2024 Kommandierender General des Multinational Corps Northeast), Franziska von Pachelbel (verheiratet mit Bernd von Pachelbel) und Felicitas von Wietersheim (verheiratet mit Mark von Wietersheim).

### Militärische Laufbahn

#### Diensteintritt und Ausbildung
Am 2. Januar 1956 gehörte von Sandrart zu den ersten Freiwilligen der 1955 neugeschaffenen Bundeswehr, die ihren Dienst in Andernach aufnahmen. Er trat seinen Dienst als Offizieranwärter der Artillerietruppe an und wurde 1957 zum Leutnant ernannt. Von 1959 bis 1964 diente er als Batteriechef in einem Bataillon der Panzerbrigade 33 in Lingen. Von 1964 bis 1966 absolvierte er den 7. Generalstabslehrgang Heer an der Führungsakademie der Bundeswehr in Hamburg, wo er zum Offizier im Generalstabsdienst ausgebildet wurde. Anschließend, zum Major ernannt, durchlief er auch die britische Generalstabsausbildung am Staff College Camberley. Zurück in der Bundesrepublik wurde Sandrart nach Koblenz versetzt und diente in der dortigen Panzerbrigade 14 als Operationsoffizier (G3). Während dieser Zeit wirkte er maßgeblich an der Erarbeitung der Heeresdienstvorschrift 100/1 (TF, Truppenführung) mit. Mit der Beförderung zum Oberstleutnant übernahm er am 29. März 1971 das Panzerartilleriebataillon 25 in Braunschweig und führte es bis 1973.

#### Stabsverwendungen
Nach diesem Truppenkommando wurde Sandrart zum Oberst befördert und in das NATO-Hauptquartier SHAPE nach Mons in Belgien versetzt. Hier löste er den späteren Generalinspekteur Wolfgang Altenburg als Stabsoffizier für nukleare Grundsatzfragen ab. Die in Belgien erworbenen Kenntnisse prädestinierten ihn für die folgende Verwendung. 1975 wurde er nach Bonn in das Bundesministerium der Verteidigung versetzt und diente dort bis 1977 als Referatsleiter für Militärpolitische Grundlagen, zu dessen Aufgabenbereich eben die Erarbeitung militärpolitischer Grundlagen und die atomare Abschreckung gehörten. Auf diesem Posten gehörte er zu den direkten Zuarbeitern des damaligen Verteidigungsministers Georg Leber (SPD) und begleitete diesen zu allen Tagungen der Nuklearen Planungsgruppe.
Im Oktober 1977 wurde Sandrart zum Brigadegeneral ernannt und übernahm am 1. des Monats die Leitung der militärpolitischen Abteilung der deutschen NATO-Vertretung in Brüssel und war in dieser Verwendung auch Berater für die Verteidigungsminister Leber und Hans Apel (SPD). Genau drei Jahre später, am 1. Oktober 1980, übernahm Sandrart als Generalmajor in Oldenburg von Generalmajor Meinhard Glanz das Kommando über die 11. Panzergrenadierdivision. Als Divisionskommandeur führte er diesen Großverband bis 1983 und setzte in dieser Zeit die Reformen der Heeresstruktur 4 um.
Am 1. April 1983 wurde Sandrart zum Generalleutnant befördert und abermals in das NATO-Hauptquartier SHAPE versetzt, diesmal als Deputy Chief of Staff Plans and Operations. Hier erlebte er die Kießling-Affäre um den deutschen stellvertretenden Supreme Allied Commander Europe Günter Kießling mit. Sandrart drängte ab Oktober 1983 in Gesprächen unter anderem mit Generalinspekteur Wolfgang Altenburg sowie dem damaligen Adjutanten von Verteidigungsminister Manfred Wörner, Oberst Klaus Reinhardt, wiederholt darauf, den Entlassungstermin von Kießling auf den 31. Dezember 1983 vorzuverlegen und vertrat die Anschuldigungen der Homosexualität Kießlings. Auch eine Verabschiedung von General Kießling aus dem Führungskreis des Heeres lehnte er später, ebenso wie sein Vorgänger als Inspekteur des Heeres, Meinhard Glanz, ab.
Anderthalb Jahre später, am 1. Oktober 1984, wurde Sandrart wieder nach Bonn versetzt und übernahm dort von Meinhard Glanz, von dem er vier Jahre zuvor schon die oldenburgische 11. Panzergrenadierdivision übernommen hatte, den Posten des Inspekteurs des Heeres. Dieses Amt übergab er zum 30. September 1987 an Generalleutnant Henning von Ondarza, wurde anschließend mit der Beförderung zum General ins niederländischen Brunssum versetzt und übernahm dort am 1. Oktober 1987 den Oberbefehl über die Allied Forces Central Europe der NATO. Am 30. September 1991 übergab er diesen Posten abermals an Henning von Ondarza und trat schließlich in den Ruhestand.

### Nach der Pensionierung
Nach seiner Pensionierung leitete der General a. D. u. a. sieben Jahre lang eine Arbeitsgruppe für ukrainische Generale im Auftrag des Bundesverteidigungsministeriums. Am 22. März 2007 weihte Sandrart im Rahmen einer Feierstunde an der Offizierschule des Heeres die „Erinnerungsstätte Andernach“ ein. Im Beisein vieler „Andernacher“ wurde an die Einberufung der ersten Freiwilligen zur Bundeswehr im Jahre 1956, zu denen auch er gehörte, und damit an die Geburtsstunde des deutschen Heeres erinnert.
Er war u. a. Mitglied der Clausewitz-Gesellschaft.

## Auszeichnungen
- 1980: Verdienstkreuz am Bande der Bundesrepublik Deutschland
- 1984: Verdienstkreuz 1. Klasse der Bundesrepublik Deutschland
- 1988: Großes Verdienstkreuz der Bundesrepublik Deutschland
- 1992: Großes Verdienstkreuz mit Stern der Bundesrepublik Deutschland

## Veröffentlichungen (Auszug)
- Zehn Jahre Führungsakademie der Bundeswehr

Autor: Gerhard Schröder, neben Betrachtungen zur Entstehung der Akademie und zur Ausbildungsarbeit enthält das Buch fünf Jahresarbeiten von Absolventen der Führungsakademie, so u. a. auch von Major i. G. Hans-Henning von Sandrart: „Die Zunahme der Erdbevölkerung bis zum Jahre 2000 als wehrpolitisches Problem“.
- Führungsethik und Führungsverantwortung, Vortrag Clausewitzforum, 18. April 1998
- German Defence and Force Structure Planning, in: Taylor, Trevor (Hrsg.), Reshaping European Defense, Royal Institute of Affairs, London, S. 29–44, 1994 (Mitautor)
- European security: A German view, in: Internationale Defense Review, März 1992